# 冈巴塔尔·奥德巴亚尔
冈巴塔尔·奥德巴亚尔（1989年8月20日—），蒙古男子柔道运动员，2014年亚洲运动会男子73公斤级银牌得主、2015年世界柔道锦标赛男子团体铜牌得主、2017年世界柔道锦标赛男子73公斤级铜牌得主。